# Just a Little Bit
"Just a Little Bit" är en låt framförd av popgruppen Love Generation som tävlade i Melodifestivalen 2012. Vid den här tiden bestod gruppen av tre medlemmar. Melanie Taylor, Charly Q och Cornelia Jakobsdotter. Låten är skriven av RedOne (Nadir Khayat), Bilal "The Chef", Teddy Sky, John Mamann, Jean-Claude Sindres och Yohanne Simon. "Just a Little Bit" är gruppens tredje singel efter Love Generation (2010) och Dance Alone (2011).